# Get Heavy
Get Heavy is het debuutalbum van de Finse metalband Lordi uit 2002. Het werd geproduceerd door T.T. Oksala. De baslijn op dit album is ingespeeld door Magnum, maar deze verliet de band voordat het album uitkwam en daarom staat Kalma dus op de voorzijde in plaats van Magnum. Alle nummers op het album zijn geschreven door Mr. Lordi.
Get Heavy bereikte in Finland de derde plaats en stond 22 weken in de hitlijst. De eerste single "Would You Love a Monsterman?" bereikte zelfs de eerste plaats en stond 28 weken in de hitparade.
Op 25 juni 2010 werd het album opnieuw uitgegeven. Het Duitse platenlabel Drakkar Entertainment sloot een nieuw contract met Cargo Records. Om dit te vieren werden enkele oude Drakkar-albums op vinyl uitgebracht.

## Composities

### Kant één
1. "Scartctic Circle Gathering" - 1:02
2. "Get Heavy" - 3:00
3. "Devil is a Loser" - 3:29
4. "Rock the Hell Outta You" - 3:07
5. "Would You Love a Monsterman?" - 3:04
6. "Icon of Dominance" - 4:35
7. "Not the Nicest Guy" - 3:12

### Kant twee
1. "Hellbender Turbulence" - 2:46
2. "Biomechanic Man" - 3:22
3. "Last Kiss Goodbye" - 3:08
4. "Dynamite Tonite" - 3:14
5. "Monster Monster" - 3:23
6. "13" - 1:08
7. "Would You Love a Monsterman?" (bonusvideo) - 3:32

### Bonusmateriaal
1. "Don't Let My Mother Know" - 3:32 (Noord - (Amerikaanse, Japanse en Vinyl versies)
2. "Would You Love A Monsterman?" (radio edit) - 03:04 (Japanse versie)

## Bezetting
- Mr. Lordi - zang
- Kalma - achtergrondzang
- Magnum - basgitaar
- Kita - drums, achtergrondzang
- Amen - gitaar, achtergrondzang
- Enary - keyboard, piano, achtergrondzang